# Hyalospila
Hyalospila is een geslacht van vlinders van de familie snuitmotten (Pyralidae), uit de onderfamilie Phycitinae.

## Soorten
- H. aeluroa Neunzig & Dow, 1993
- H. angulineella Schaus, 1913
- H. celiella Schaus, 1913
- H. clevelandella Dyar, 1914
- H. egenella Ragonot, 1888
- H. fulgidula Heinrich, 1956
- H. haswara Roesler & Kuppers, 1981
- H. insequens Heinrich, 1956
- H. leuconeurella Ragonot, 1888
- H. majorina Heinrich, 1956
- H. pauroa Neunzig & Dow, 1993
- H. semibrunneella Ragonot, 1888
- H. stictoneurella Ragonot, 1888
- H. xanthoudemia Dyar, 1914